# Giro di Toscana 1997
Il Giro di Toscana 1997, settantesima edizione della corsa, si svolse il 4 maggio su un percorso di 200 km, con partenza a Chianciano Terme e arrivo ad Arezzo. Fu vinto dall'italiano Sergio Barbero della Mercatone Uno-Wega davanti al suo connazionale Michele Bartoli e all'ucraino Vladimir Pulnikov.

## Ordine d'arrivo (Top 10)
| Pos. | Corridore         | Squadra                      | Tempo    |
| ---- | ----------------- | ---------------------------- | -------- |
| 1    | Sergio Barbero    | Mercatone Uno-Wega           | 4h45'44" |
| 2    | Michele Bartoli   | MG Boys Maglificio-Technogym | a 20"    |
| 3    | Vladimir Pulnikov | Kross-Montanari-Selle Italia | s.t.     |
| 4    | Felice Puttini    | Refin-Mobilvetta             | s.t.     |
| 5    | Leonardo Piepoli  | Refin-Mobilvetta             | s.t.     |
| 6    | Angelo Canzonieri | Saeco                        | a 1'01"  |
| 7    | Luca Scinto       | MG Boys Maglificio-Technogym | s.t.     |
| 8    | Gianni Faresin    | Mapei-GB                     | s.t.     |
| 9    | Luca Mazzanti     | Refin-Mobilvetta             | s.t.     |
| 10   | Massimo Podenzana | Mercatone Uno-Wega           | s.t.     |